# Euciroidae
De Euciroidae is een familie van tweekleppigen uit de orde Anomalodesmata.

## Geslachten
- Acreuciroa Thiele & Jaeckel, 1931
- Euciroa Dall, 1881